# Famille Corr
La famille Corr est une famille d'origine irlandaise établie à Bruxelles au XIXe siècle.

## Personnalités
À cette famille appartiennent :
- Erin Corr (1803-1862), graveur.

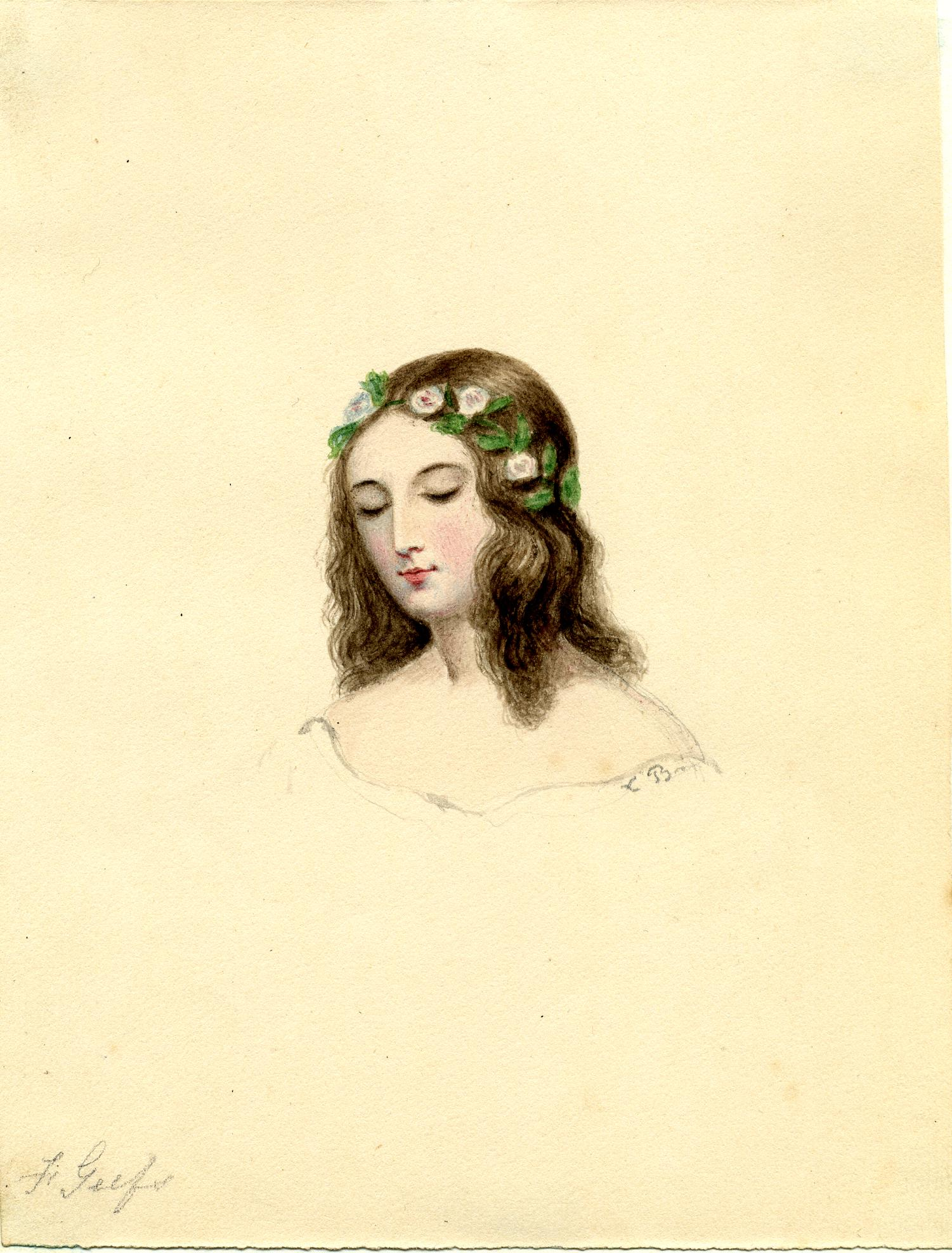
Fi (Fanny) Geefs, née Corr, épouse de Guillaume Geefs, portrait au crayon coloré.

- Fanny Corr (1807-1883), peintre, épouse du sculpteur Guillaume Geefs.
- Mathilde Lagache née Mathilde Corr (1813-1888), sœur de Erin Corr et de Fanny.
- Hortense Louise Corr (1822- ), épouse de Gustave Dutalis, fils du fameux orfèvre Joseph Germain Dutalis (1780-1852)
- Henri Corr (1810-1875), ingénieur civil en mécanique et artiste peintre, époux de la baronne Aimée de t'Serclaes de Kessel (1829-1879), une cousine de Émile de t'Serclaes de Wommersom, héros de la Révolution belge de 1830.
- Henri Corr (1858-1935), architecte, fils du précédent.
- Gustave Corr (1889- ) fils du précédent, aussi architecte. On connait de lui diverses maisons à Schaerbeek : Schaerbeek, 59 avenue des Azalées, 1921 (Maison bourgeoise de style éclectique), maison personnelle ; avenue Milcamps 76, 78, 80, 82 et avenue Félix Marchal 45.
- Mary Corr (1805- ) a traduit le livre Révolution belge de 1830 de Charles White paru à Bruxelles chez Louis Hauman & Cie à Bruxelles (3 volumes) (1836).

## Pour approfondir